# Baselios Cleemis Thottunkal
Moran Mor Baselios Cleemis, nascido Isaac Thottunkal (em malaiala:  മോറന്‍ മോര്‍ ബസേലിയോസ് ക്ലിമ്മിസ് കാതോലിക്കോസ് ബാവ, 15 de junho de 1959) é um cardeal Indiano, atual arcebispo maior de Trivandrum da Igreja Católica Siro-Malancar.

## Biografia
Ele participou do Seminário Menor de Formação de Tiruvalla entre 1976 e 1979. Ele recebeu bacharelado em Filosofia pelo seminário de Mangalapuzha, onde ele estudou de 1979 a 1982. Ele recebeu um bacharelado em Teologia do Seminário Papal de Pune, onde estudou de 1983 a 1986. Thottunkal foi ordenado sacerdote em 11 de junho de 1986. Ele estudou para o mestrado em Teologia no Dharmaram College, de Bangalore onde ele estudou de 1986 a 1989. Thottunkal levou seu Doutorado em Teologia Ecumênica da Pontifícia Universidade Santo Tomás de Aquino, Roma em 1997.

## Vida religiosa
Em seu retorno de Roma, ele tornou-se o Vigário Geral (protossincelo) da Eparquia de Bathery. O Papa João Paulo II nomeou Thottunkal como visitador apostólico e Bispo-auxiliar de Trivandrum em 18 de junho de 2001 para o sírio-malancaritas residente na América do Norte e Europa. Ele foi consagrado em 15 de agosto, em Tirumoolapuram, Tiruvalla, assumindo o nome de Isaac Mar Cleemis.
A Santa Sé nomeou Cleemis sexto bispo da Eparquia de Tiruvalla em 11 de setembro de 2003. Cleemis foi instalado como o primeiro Arcebispo Metropolita da Arquidiocese de Tiruvalla em 10 de junho de 2006.
Mor Cleemis foi eleito o segundo Arcebispo Maior Católico da Igreja Católica Siro-Malancar através do primeiro Sínodo Episcopal Santo de eleição da Igreja Católica Siro-Malancar convocada em 7-10 de fevereiro de 2007 no Centro Catholicate, Pattom, Trivandrum. O Papa Bento XVI aprovou a eleição de 9 de fevereiro e foi anunciado em 10 de fevereiro na Catedral de Santa Maria, Pattom, Trivandrum. Baselios Cleemis foi entronizado o segundo Arcebispo-Maior em 5 de março de 2007 na Catedral de Santa Maria. Os cardeais Telesphore Toppo e Mar Varkey Vithayathil participaram da cerimônia de instalação.
Foi criado cardeal no Segundo Consistório Ordinário Público de 2012, realizado em 24 de novembro, recebendo o barrete cardinalício, o anel de cardeal e o título de São Gregório VII.
É membro dos seguintes dicastérios da Cúria Romana: Congregação para as Igrejas Orientais e Pontifício Conselho para o Diálogo Inter-Religioso.

## Conclaves
- Conclave de 2013 - participou da eleição de Jorge Mario Bergoglio como Papa Francisco.
- Conclave de 2025 - participou da eleição de Robert Francis Prevost como Papa Leão XIV.